# Mitsubishi 4A9

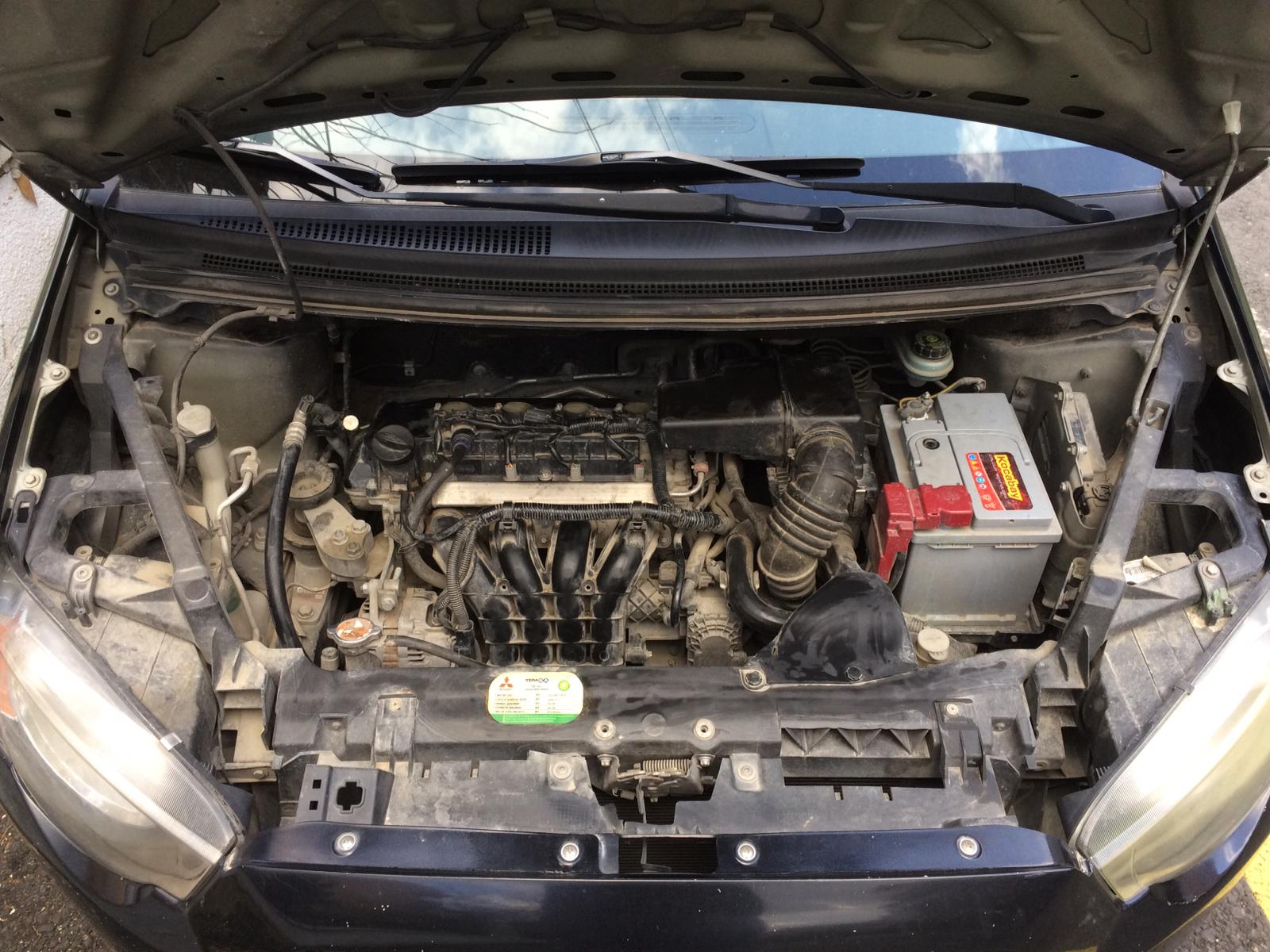
Двигатель 4A90 на Mitsubishi Colt 2010 года

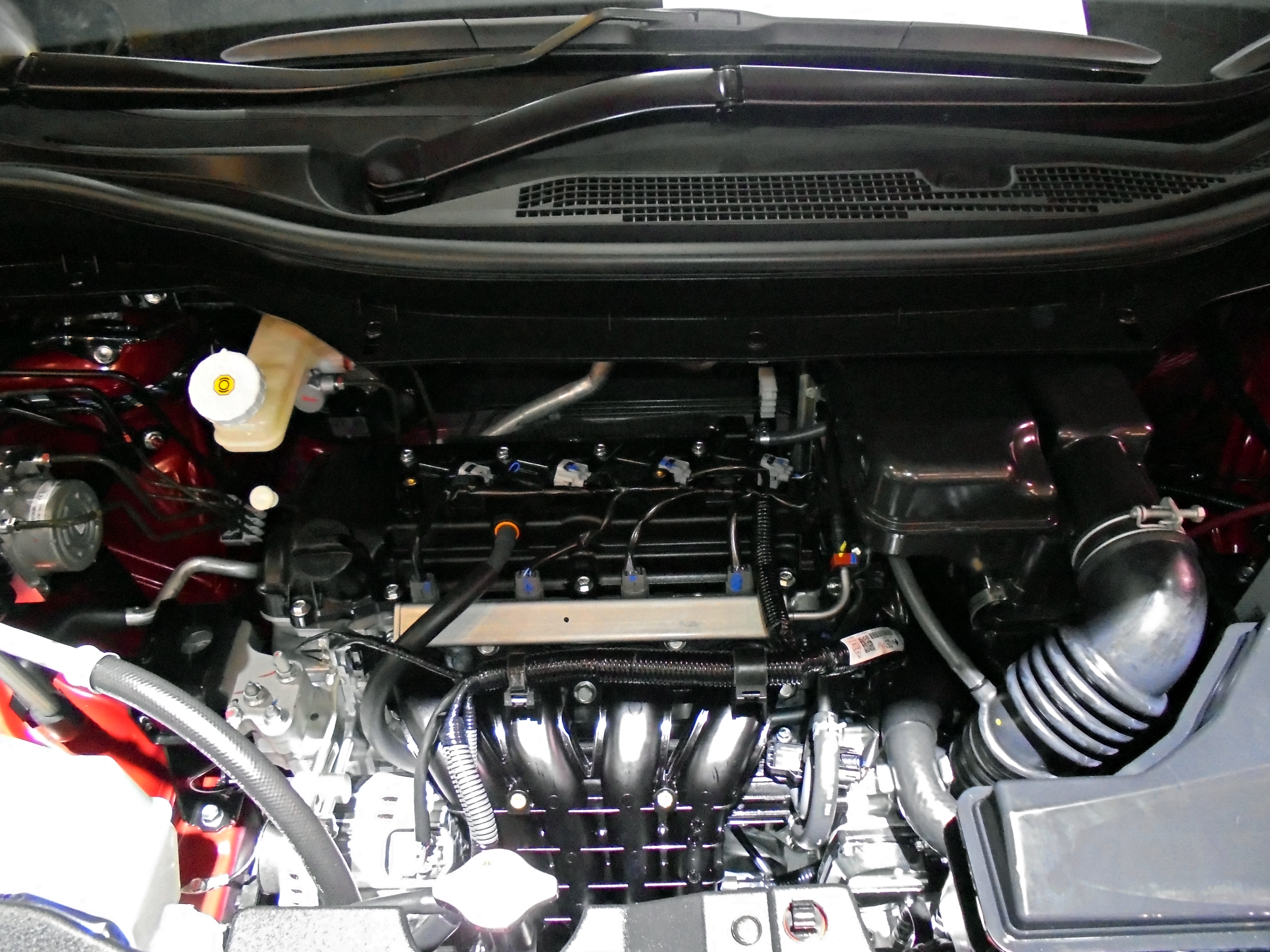
Двигатель 4A91 на Nissan Livina 2019 года

Mitsubishi 4A9 — рядный четырёхцилиндровый бензиновый двигатель внутреннего сгорания, производящийся Mitsubishi Motors с 2004 года. Впервые был представлен на Mitsubishi Colt.

## Технические характеристики
Для повышения эффективности работы клапанов используются система MIVEC и другие функции, обеспечивающие высокую мощность и низкий расход топлива. Для минимизации трения были приняты комплексные меры. Недостатком двигателя является высокий расход масла.

## 4A90
- Клапанов: 16
- Объём: 1,3 л (1332 см3)
- Клапанный механизм: DOHC
- Диаметр цилиндра: 83 мм
- Ход поршня: 75 мм
- Степень сжатия: 10,5:1
- Мощность: 70 кВт при 6000 об/мин
- Крутящий момент: 125 Н⋅м при 4000 об/мин[4]

## 4A91
- Клапанов: 16
- Объём: 1,5 л (1499 см3)
- Клапанный механизм: DOHC
- Диаметр цилиндра: 83 мм
- Ход поршня: 75 мм
- Степень сжатия: 10,5:1
- Мощность: 81 кВт при 6000 об/мин
- Крутящий момент: 145 Н⋅м при 4000 об/мин

## 4A92
- Клапанов: 16
- Объём: 1,6 л (1590 см3)
- Клапанный механизм: DOHC
- Диаметр цилиндра: 93 мм
- Ход поршня: 75 мм
- Степень сжатия: 11,0:1
- Мощность: 86 кВт при 6000 об/мин
- Крутящий момент: 154 Н⋅м при 4000 об/мин